# Surf (dériveur)
Pour les articles homonymes, voir Surf (homonymie).
Le Surf est une classe de dériveur léger d'initiation qui, dès 1962, aide à démocratiser la voile de loisir en France.

## Historique
L’histoire du Surf est indissociable de celle du chantier La Prairie dont il a été un des produits phare, avec le Zef. Il a été créé à la suite d'un concours « Jeunesse et Sport » dans les années 1970 visant à trouver un dériveur de perfectionnement avec spi destiné aux écoles homologuées en France par le ministère de la Jeunesse et des Sports.
La Prairie construisait principalement en procédant par mat projeté (des fibres de verre incluses dans de la résine et projetées avec un pistolet à air comprimé dans le moule). Ce procédé rapide et économique s'effectue toutefois au détriment de la rigidité de la coque. En particulier, surtout sur les versions à double fond, il ne faut pas chercher à trop raidir le guindant de foc (nécessaire pour bien remonter au vent) sinon, la compression du pied de mât déforme la coque au point de faire apparaître deux plis verticaux dans la coque au niveau des cadènes et fendille le gelcoat extérieur.
À cette époque, le dériveur dominant sur le marché est le 420 du chantier bordelais Lanaverre, qui a déjà atteint plus de 15 000 exemplaires et commence à être fabriqué sous licence en Grande-Bretagne, Israël, Espagne et même aux États-Unis, mais le spi et le trapèze sont encore des options et le trapèze est réservé par l'UNIQUA aux championnats junior. Tous les chantiers concurrents de Lanaverre tentent leur chance dans ce qui promettait d'être le « marché du siècle » pour les écoles de voile en plein développement mais qui finalement se réduira nettement, faute de crédits.
Le chantier Gouteron propose le 445 (très innovant avec son grand spi et son double fond autovideur), qui aura une réelle diffusion (de l'ordre de 5 000 exemplaires et bénéficiera du gros des commandes Jeunesse et sports), Morin lance le 430 (une version réduite du 470 avec une construction tout plastique), Dupuy Chautard relance son Fennec en version améliorée et d'autres petits chantiers lancent des dériveurs sur le même cahier des charges, comme le Tiki ou le Duo, dû au crayon d'Alois Rolland, créateur de l'Europe. Lanaverre tente de proposer une version école de son 420 (qui, ironiquement avait été créé pour le centre nautique de la marine nationale à Socoa sur la côte basque) cette version baptisée « Socoa », puis « 420E » (pour « école ») ne sera pas retenue par le jury Jeunesse et Sports.

## Différentes versions
Il existe trois versions de ce dériveur léger :
- Première version : fond simple avec baille à spi moulée et étambrai plastique.
- Deuxième version : double fond, étambrai plastique.
- Troisième version : double fond, pas de baille à spi, étambrai en tubes inox, incluant un système de calage du mât, tableau arrière ouvert avec l'aiguillot supérieur porté par un barrot en frêne verni.

## Qualités marines
À la barre c'est un bateau plaisant et rapide qui déjauge et plane volontiers grâce à ses lignes tendues, comme le suggère l'emblème de la série, une planche de surf stylisée glissant sur la crête d'une vague en forme de « S » couché.
Les versions à double fond évacuent très bien l'eau dans un départ de plage mouvementé, toutefois la grande trappe d'accès avant au double fond en contreplaqué doit être parfaitement fixée (d'origine elle est bloquée par un simple sandow) et le Surf reste parfaitement sûr et utilisable jusqu'à force 5 et plus, à condition que la fixation de l'accastillage et l'ancrage des haubans aient été convenablement vérifiés, voire renforcés. Avec son franc - bord assez bas le bateau mouille pas mal (plus qu'un 420 mais moins qu'un Laser ou une planche à voile).
C'est une excellente plateforme pour l'initiation au trapèze, grâce à un cockpit spacieux et dégagé, et on peut l'utiliser en solitaire en barrant depuis le trapèze, moyennant l'adjonction d'un stick (allonge de la barre franche) plus long ou télescopique.
Un peu moins rapide que le 420 au près, faute de rigidité du gréement, il est par contre équivalent, voire un peu meilleur, aux allures portantes.

## Succès du Surf
Le Surf est un exemple assez caricatural des effets négatifs involontaires du concours Jeunesse et Sports évoqué ci-dessus : sa diffusion totale n'a pas dépassé les 5 ou 600 exemplaires et a cependant connu trois modifications majeures du bateau, pour intégrer le double fond auto-videur qui était la grande innovation du 445, puis pour le « coursifier » avec un étambrai en tubes d'inox et un arrière sans tableau, avec la ferrure de gouvernail sur un barrot à la façon du dériveur-phare des années 1970 le 505 dans la version produite en Angleterre par le chantier Parker.
Pour rester dans l'enveloppe budgétaire Jeunesse et sports, des économies ont été faites, qui sont parfois peu heureuses : le mât en aluminium n'est ni anodisé (ce qui est sans conséquence autre qu'esthétique) ni rétreint en tête (perte d'efficacité). Plus ennuyeux il est dépourvu de barres de flêche, ce qui rend quasiment inutile le système de cales d'étambrai livrées en série sur la troisième version et rend difficile le contrôle du cintrage. Pour compenser cela il est d'une section assez généreuse, donc solide mais lourd.
La dérive et le safran sont en bois exotique massif avec toutes les fibres du bois orientées dans le bon sens, ce qui les rend bien plus solides que leurs équivalents en contreplaqué, en particulier lorsque l'équipier doit faire levier sur la dérive après un chavirage, toutefois et contrairement aux appendices du Laser, conformes aux profils NACA, le profilage de la dérive et du safran se limite à quelques passes de rabot sur les bords d'attaque et de fuite, et certains améliorent le calage latéral du safran dans la tête de gouvernail avec des plaques d'un matériau genre nylon gras ou téflon.
Les voiles d'origine sont produites au chantier (qui faisait également des tentes de camping) et leur grammage de tissu est assez léger, compromettant leur tenue dans la durée. La bôme est trop mince pour admettre un hâle-bas puissant (ennuyeux pour contrôler la forme de la Grand-Voile). L'accastillage assez succinct utilise les séries économiques du fabricant Ermat (poulies à cage aluminium, fragiles), tout comme le 445 dont c'est un des points faibles. Le spinnaker est un peu petit (11 m2) alors que le 445, qui est prévu pour utiliser les spis de 13 m2 soigneusement coupés pour le 470 olympique est avantagé sur ce plan.
Cependant, contrairement au 445 avec ses renforts intérieurs en contreplaqué qui pourrissent avec le temps et sont inaccessibles, le surf bénéficie d'une construction tout plastique qui permet d'envisager sereinement une utilisation en occasion, même pour des bateaux vieux de 40 ans. Les pièces de bois sont très peu nombreuses (le liston est en plastique venu de moulage) et non structurelles, ce qui simplifie énormément l'entretien.